# Ourique (freguesia)
Ourique es una freguesia portuguesa del municipio de Ourique, con 249,54 km² de superficie y 2.874 habitantes (2011). Su densidad de población es de 11,5 hab/km².